# Eutymiusz V (prawosławny patriarcha Antiochii)
Eutymiusz V (zm. 1813) – prawosławny patriarcha Antiochii w latach 1791–1813.